# Área Metropolitana de Granada
A Área Metropolitana de Granada, oficialmente denominada Aglomeração Urbana de Granada e também conhecida simplesmente como Área de Granada, é uma entidade demográfica do sul de Espanha, formada pelo município de Granada e por mais 31 municípios vizinhos. Segundo a definição do Plano de Ordenação do Território da aglomeração urbana de Granada, tem uma área de 859,3 km² e em 2021 tinha 512 907 habitantes (densidade: 596,9 hab./km²).

## Munícipios da Área Metropolitana de Granada
| Município            | Município            | Área (km²) | População (2021) | Densidade (hab./km²) | Partido do alcaide (2011) |
| -------------------- | -------------------- | ---------- | ---------------- | -------------------- | ------------------------- |
| Albolote             | Albolote             | 78,58      | 19 128           | 243,42               | PP                        |
| Alfacar              | Alfacar              | 16,73      | 5 497            | 328,57               | PP                        |
| Alhendín             | Alhendín             | 50,81      | 9 674            | 190,4                | PP                        |
| Armilla              | Armilla              | 4,42       | 24 388           | 5 517,65             | PP                        |
| Atarfe               | Atarfe               | 47,25      | 19 198           | 406,31               | PSOE                      |
| Cájar                | Cájar                | 1,65       | 5 262            | 3 189,09             | PP                        |
| Cenes de la Vega     | Cenes de la Vega     | 6,49       | 8 181            | 1 260,55             | PP                        |
| Chauchina            | Chauchina            | 21,21      | 5 624            | 265,16               | PSOE                      |
| Churriana de la Vega | Churriana de la Vega | 6,60       | 15 741           | 2 385                | PP                        |
| Cijuela              | Cijuela              | 17,92      | 3 472            | 193,75               | PSOE                      |
| Cúllar Vega          | Cúllar Vega          | 4,35       | 7 719            | 1 774,48             | PSOE                      |
| Dílar                | Dílar                | 79,28      | 2 137            | 26,96                | PP                        |
| Fuente Vaqueros      | Fuente Vaqueros      | 16,01      | 4 415            | 275,77               | PSOE                      |
| Las Gabias           | Las Gabias           | 39,06      | 22 051           | 564,54               | PSOE                      |
| Gójar                | Gójar                | 12,01      | 5 993            | 499                  | PP                        |
| Granada              | Granada              | 88,02      | 231 775          | 2 633,21             | PP                        |
| Güevéjar             | Güevéjar             | 9,75       | 2 658            | 272,62               | UPG                       |
| Huétor Vega          | Huétor Vega          | 4,24       | 12 120           | 2 858,49             | PP                        |
| Jun                  | Jun                  | 3,69       | 3 928            | 1 064,5              | PSOE                      |
| Láchar               | Láchar               | 13,12      | 3 550            | 270,58               | PSOE                      |
| Maracena             | Maracena             | 4,89       | 22 358           | 4 572,19             | PSOE                      |
| Monachil             | Monachil             | 88,92      | 8 137            | 91,51                | PP                        |
| Ogíjares             | Ogíjares             | 6,91       | 14 559           | 2 106,95             | APPO                      |
| Peligros             | Peligros             | 10,14      | 11 544           | 1 138,46             | IU                        |
| Pinos Genil          | Pinos Genil          | 13,99      | 1 518            | 108,51               | PP                        |
| Pinos Puente         | Pinos Puente         | 91,88      | 9 853            | 107,24               | PSOE                      |
| Pulianas             | Pulianas             | 6,33       | 5 480            | 865,72               | PSOE                      |
| Santa Fe             | Santa Fe             | 38,20      | 15 175           | 397,25               | PSOE                      |
| Valderrubio          | Valderrubio          | 6,59       | 2 059            | 312,44               | PSOE                      |
| Vegas del Genil      | Vegas del Genil      | 14,15      | 11 678           | 825,3                | PP                        |
| Villa de Otura       | Villa de Otura       | 24,34      | 7 173            | 294,7                | PP                        |
| Víznar               | Víznar               | 13,00      | 1 000            | 76,92                | IU                        |
| La Zubia             | La Zubia             | 20,11      | 19 473           | 968,32               | PP                        |
|                      | Total:               | 859,3      | 525 231          |                      |                           |

## População
A população total é superior a meio milhão de habitantes. A tendência, pelo menos desde a década de 1980 até ao início da década de 1010 era duma ligeira descida da população na capital em relação aos municípios em volta, nos quais o aumento demográfico é considerável e  cada vez mais são cidades dormitório, o que provoca um constante aumento do tráfico automóvel.
| Ano  | Granada | ±%    | Área restante | ±%     | Total   | ±%    |      | Ano     | Granada | ±%      | Área restante | ±%      | Total | ±% |
| 1981 | 249 821 |       | 123 158       |        | 372 979 |       | 2007 | 236 207 | −0,3%   | 254 207 | +7,4%         | 490 414 | +3,5% |    |
| 1991 | 257 580 | +3,1% | 152 065       | +23,5% | 409 645 | +9,8% | 2008 | 236 988 | +0,3%   | 263 481 | +3,6%         | 500 469 | +2,1% |    |
| 2001 | 243 341 | −5,5% | 197 437       | +29,8% | 440 778 | +7,6% | 2010 | 239 154 | +0,9%   | 278 769 | +5,8%         | 517 923 | +3,5% |    |
| 2005 | 236 982 | −2,6% | 236 732       | +19,9% | 473 714 | +7,5% | 2011 | 240 099 | +0,4%   | 283 746 | +1,8%         | 523 845 | +1,1% |    |